# 马里亚德韦尔瓦
马里亚德韦尔瓦，是西班牙阿拉贡自治区萨拉戈萨省的一个市镇。 总面积108平方公里，总人口1531人（2001年），人口密度14人/平方公里。